# إزابيلا بونياتوفسكا
الكونتيسة إزابيلا بونياتوفسكا (1 يوليو 1730 – 14 فبراير 1808) نبيلة وكونتيسة أميرة بولندية. كانت أخت  ستانيسواف أغسطس بونياتوفسكي الذي  أصبح ملك بولندا ودوق ليتوانيا عام 1764باسم ستانيسواف الثاني أوغسطس.
تزوجت أولاً في19 نوفمبر 1748 من الهيتمان يان كليمنس برانسكي وثانياً من محافظ مازوفيا أندريه موكرونفسكي دون أن تنجب.